# Leszek Rychły
Leszek Rychły (ur. 1963) – polski siatkarz, występujący na pozycji rozgrywającego.

## Kariera
Występował w Górniku Kazimierz. W 1989 roku awansował z tym klubem do I ligi. Na najwyższym szczeblu rozgrywek wystąpił w 38 spotkaniach. W latach 1993–1995 był zawodnikiem Warty Zawiercie.